# 保罗·卡雷尔
保罗·卡雷尔（德語：Paul Carell, 1911年11月2日—1997年6月20日）是一位德国纳粹外交官、作家、宣传家和报社记者。

## 生平
原名保罗·卡尔·施密特（德語：Paul Karl Schmidt），1911年出生于德意志帝国萨克森-安哈尔特州凯尔布拉，1931年加入纳粹党，1936年获得基尔大学博士学位，之后留校任教，1938年加入党卫队。1940年升任德国外交部长约阿希姆·冯·里宾特洛甫首席发言人，负责德国外交部新闻和出版领域。1945年5月6日被捕，被关押两年半时间，后在纽伦堡审判中作为证人出庭作证。第二次世界大战后成为一位军事作家，笔名保罗·卡雷尔，主要描写苏德战争历史，先后任职于多家报社。
1997年6月20日在德国巴伐利亚州罗塔赫-埃根逝世，享年86岁。

## 著作
- 《东进：苏德战争1941-1943》，北京艺术与科学电子出版社，2013年1月，ISBN 9787894291721
- 《焦土：苏德战争1943-1944》，北京艺术与科学电子出版社，2013年8月，ISBN 9787894292452